# Burgstall Zöpfhalden
Der Burgstall Zöpfhalden bezeichnet eine abgegangene vor- oder frühgeschichtliche Höhenburg auf 900 m ü. NHN in Spornlage etwa 250 Meter östlich von Zöpfhalden in der Flur Haldenwiesen, einem Ortsteil der Gemeinde Steingaden im Landkreis Weilheim-Schongau in Bayern. Die Anlage liegt unmittelbar westlich des Rentschengrabens, einem linken Zufluss zur Illach.
Von der ehemaligen Burganlage ist nichts erhalten; die bewaldete Stelle ist heute als Bodendenkmal D-1-8231-0048 „Abschnittsbefestigung vor- und frühhgeschichtlicher Zeitstellung“ vom Bayerischen Landesamt für Denkmalpflege erfasst.